# Scleropodium subcaespitosum
Scleropodium subcaespitosum là một loài Rêu trong họ Brachytheciaceae. Loài này được (Kindb.) Paris miêu tả khoa học đầu tiên năm 1898.